# 熊切村
熊切村（くまきりむら）は静岡県の西部、周智郡に属していた村である。
現在の浜松市天竜区東端部、気田川水系の上流域にあたる。

## 地理
- 山：城山、高塚山、春埜山、樽山、枝松山、小芋山、入手山
- 河川：気田川、不動川、熊切川、杉川

## 歴史
- 1889年（明治22年）4月1日 - 町村制の施行により石打松下村、越木平村、筏戸大上村、長蔵寺村、田河内村、田黒村、杉村、川上村、牧野村、砂川村、胡桃平村、大時村、花島村が合併して発足。
- 1956年（昭和31年）9月30日 - 犬居町と合併して春野町が発足。同日熊切村廃止。
- 1957年（昭和32年）8月1日 - 春野町が気多村と合併し、改めて春野町が発足。
- 2005年（平成17年）7月1日 - 春野町が浜松市に編入。
- 2007年（平成19年）4月1日 - 浜松市が政令指定都市に移行し、旧町域が天竜区となる。